# 奈迈什代德
奈迈什代德，是匈牙利绍莫吉州所辖的一个村。总面积26.61平方公里，总人口711，人口密度26.7人/平方公里（2011年1月1日）。